# Endromis theorini
Endromis theorini är en fjärilsart som beskrevs av Aurivillius 1891. Endromis theorini ingår i släktet Endromis och familjen skäckspinnare. Inga underarter finns listade i Catalogue of Life.